# I’m a Slave 4 U
I’m a Slave 4 U (с англ. — «Я твоя рабыня») — первый сингл американской поп-певицы Бритни Спирс с альбома Britney, выпущенный 24 сентября 2001 года в Соединённых Штатах и в октябре того же года во всём остальном мире. Композиция, представляющая собой песню в характерном стиле «современный урбан», была написана и спродюсирована продюсерской командой The Neptunes.
Бритни Спирс подверглась резкой критике со стороны организации «Люди за этичное обращение с животными» (PETA) за исполнение песни на церемонии 2001 MTV Video Music Awards, в котором были задействованы экзотические животные.

## Клип
В видеоклипе Спирс предстаёт в образе рабыни музыки, которая танцует весь день, до тех пор, пока она сама и другие танцоры не вспотеют и не ослабеют от обезвоживания. Заставляя их искать воду, Спирс стоит перед зеркалом у раковины. Две альтернативные версии видеоклипа можно найти на DVD Greatest Hits: My Prerogative, выпущенном 9 ноября 2004 года.
Клип был номинирован в трех категориях на 2002 MTV Video Music Awards — за лучшее женское видео, лучшее танцевальное видео и лучшую хореографию. Также клип занял первое место в списке «50 самых сексуальных музыкальных видео всех времён» телеканала MuchMusic.

## Живое выступление

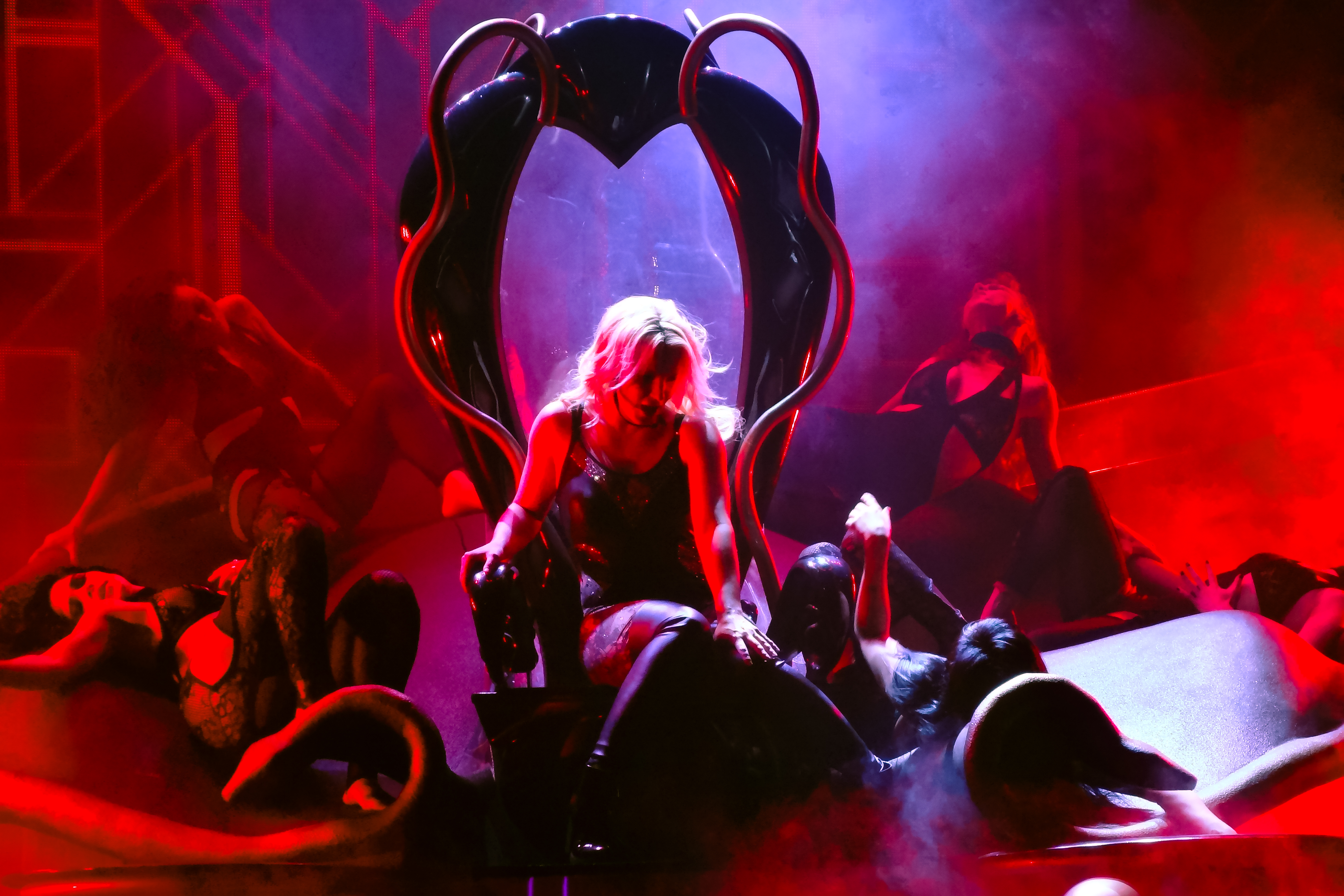
Бритни исполняет «I’m a Slave 4 U» на шоу Britney: Piece of Me в 2014 году

Спирс впервые публично исполнила «I’m a Slave 4 U» 6 сентября 2001 года на церемонии MTV Video Music Awards в Метрополитен-опера в Нью-Йорке. Наряду с танцами в очень откровенном наряде зрителей поразило участие в номере экзотических животных, в том числе белого тигра и живого альбиноса, а также бирманского питона на плечах певицы (появление певицы перед публикой со змеёй на плечах стало одним из самых известных образов в карьере Спирс). В августе 2008 года канал MTV Network назвал выступление Спирс в 2001 году самым запоминающимся моментом в истории VMA.

## Позиция в чартах
| Чарт (2001)               | Наивысшая позиция |
| ------------------------- | ----------------- |
| ARIA Charts               | 7                 |
| Austrian Singles Chart    | 20                |
| Belgian Singles Chart     | 4                 |
| Brazilian Hot 100         | 1                 |
| Canadian Singles Chart    | 9                 |
| Danish Singles Chart      | 8                 |
| Dutch Singles Chart       | 9                 |
| Finnish Singles Chart     | 4                 |
| French Singles Chart      | 8                 |
| German Singles Chart      | 3                 |
| Irish Singles Chart       | 6                 |
| Italian Singles Chart     | 4                 |
| New Zealand Singles Chart | 13                |
| Norwegian Singles Chart   | 3                 |
| Russia TopHit100          | 1                 |
| Swedish Singles Chart     | 7                 |
| Swiss Singles Chart       | 7                 |
| Tokyo Hot 100             | 3                 |
| UK Singles Chart          | 4                 |
| Billboard Hot 100         | 27                |
| U.S. Hot Dance Club Play  | 4                 |
| U.S. Top 40 Mainstream    | 15                |
| Мировой чарт              | 5                 |